# Zubogy
Zubogy è un comune dell'Ungheria di 596 abitanti (dati 2001) . È situato nella contea di Borsod-Abaúj-Zemplén.